# Фитоэры
Фитоэры (Фитопериоды; Растительные периоды; англ. Phytic era) — деление истории жизни на Земле на основе эволюции растений.
Растительные периоды отличаются от геологических периодов, основанных на развитии животных, хотя они используют те же префиксы. Фитоэры определяются палиноморфами (организмами, состоящими из спорополленина), которые включают пыльцу, споры и акритары в летописи горных пород.
Фитоэры изучаются в палеоботанике, палинологии и стратиграфии.

## Растительные периоды
Выделяют 5 основных фитопериодов (эры, основанные на смене растительности):

### Археофит
Археофит начинается с первых известных микрофоссилий, которые являются прокариотическими бактериями, около 3,5 млрд лет назад (миллиард лет назад) и заканчивается появлением акритарок 1,2 млрд лет назад, которые считаются эукариотическими. Акритархи не обязательно являются фотосинтезирующими — их биология и экология остаются окутанными тайной — но их клеточные стенки построены из спорополленина. Таким образом, археофит можно рассматривать как время до появления спорополленина.

### Протерофит
Протерофит — эпоха загадочных акритарх.
Морфология акритарх весьма разнообразна. У многих есть длинные придатки неизвестного использования. Было предложено несколько категорий именования для акритарх, но отношения между ними остаются неизвестными. Протерофит также называют эофитом.

### Палеофит
Палеофит начинается в позднем ордовике с появлением сосудистых растений и продолжается до кунгурского периода (средней перми), когда передовые голосеменные заняли флористические ниши Земли. В отличие от животных, наземные растения не испытали крупных вымираний в конце пермского периода. Скорее, вымирание наземных растений, по-видимому, предшествовало событию PT. В конце палеофита растения, доминировавшие на протяжении всей эпохи, такие как Cordaites, Calamites и Lepidodendron, исчезли и были заменены хвойными деревьями и глоссоптеридами.

### Мезофит
В мезофите преобладают хвойные, цикадофиты и другие развитые голосеменные. В раннем мезофите были распространены полосатые, тениатные и полипликатные формы пыльцы, но позже они были заменены простыми, псилатными пыльцевыми зёрнами голосеменных.

### Кайнофит
Кайнофит (от греч. kainos — новый и -фит; англ. Cenophytic) — время господства покрытосеменных растений (кайнофитной флоры). Начинается до кайнозоя (по другим данным с середины мелового периода до начала палеогена).
Кайнофит чаще всего используется палинологами и палеоботаниками для описания времени, отмеченного появлением покрытосеменных в конце юрского периода и продолжающимся до настоящего времени.
О начале Кайнофита свидетельствуют окаменелые плоды покрытосеменных и ископаемые мухи с адаптированными к покрытосеменным ротовыми частями из поздней юры Китая.